# 오마에 겐키
오마에 겐키(일본어: 大前 元紀, 1989년 12월 10일 ~ )는 일본의 축구 선수이다.

## 구단 경력
그는 2008년부터 2022년까지 J리그의 시미즈 에스펄스, 오미야 아르디자, 더스파구사쓰 군마, 교토 상가 FC에서 활동하였다.